# Dorfstraße 29 (Rieden (Dasing))

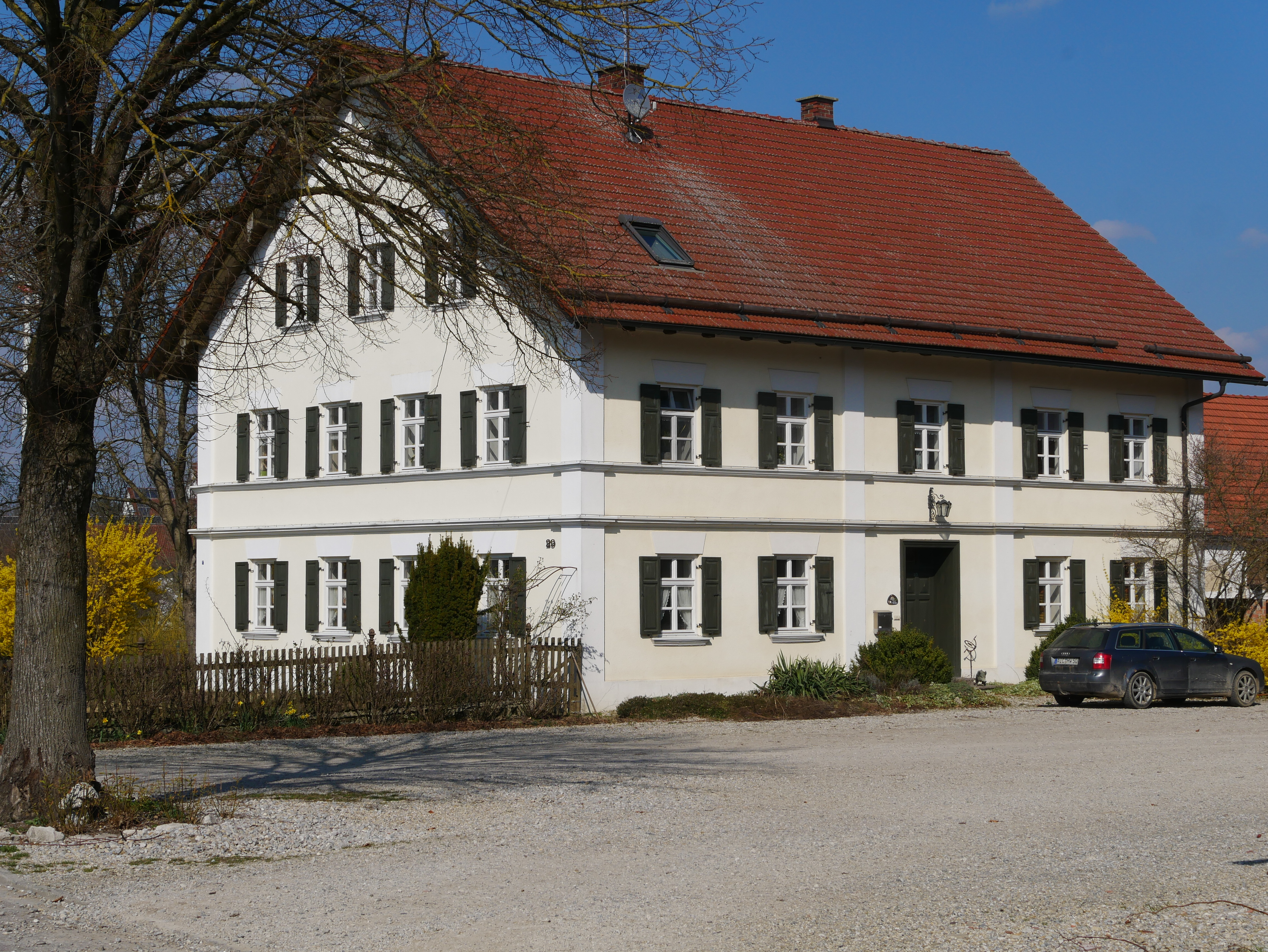
Bauernhaus Dorfstraße 29 in Rieden

Das Gebäude Dorfstraße 29 in Rieden, einem Ortsteil der Gemeinde Dasing im schwäbischen Landkreis Aichach-Friedberg, wurde 1888 für Matthias und Katharina Tremmel errichtet. Das Bauernhaus ist ein geschütztes Baudenkmal.
Das Satteldachwohnhaus eines Dreiseithofes mit zwei Geschossen und einer Putzgliederung hat vier zu fünf Fensterachsen. Der Grundriss mit durchgestecktem Mittelflez, Stube und Küche zur Straße und Nebenräumen zum Hof entsprach dem typischen regionalen Schema der Erbauungszeit.
Die horizontale Gliederung erfolgt mit zwei Gesimsen.